# Mornico al Serio
Mornico al Serio (lombardul: Mürnìgh) település Olaszországban, Lombardia régióban, Bergamo megyében. Lakosainak száma 2923 fő (2023. január 1.). Mornico al Serio Palosco, Martinengo, Calcinate és Ghisalba községekkel határos.

## Népesség
A település lakossága az elmúlt években az alábbi módon változott:
| Lakosok száma | 2947 | 2942 | 2923 |
|               | 2017 | 2018 | 2023 |